# Gimnastică ritmică la Jocurile Olimpice de vară din 2020 - Echipe compus feminin
Proba feminină de gimnastică ritmică echipe compus de la Jocurile Olimpice de vară din 2020 a avut loc în perioada 7-8 august 2021 la Ariake Gymnastics Centre.

## Formatul competiției
Competiția a constat dintr-o rundă de calificare și o rundă finală. Primele opt echipe din runda de calificare au trecut în runda finală. În fiecare rundă, gimnastele au efectuat două programe (una cu 5 mingi și una cu 3 cercuri și 2 perechi de măciuci), scorurile din cele 2 exerciții fiind adunate pentru a da un scor total.

## Rezultate

### Calificări
| Loc | Echipă | 5 Mingi | 3 cercuri + 2 perechi de măciuci | Total  | Calificare |
| --- | --- | ------- | -------------------------------- | ------ | ---------- |
| 1   | Bulgaria · Simona Dyankova · Stefani Kiryakova · Madlen Radukanova · Laura Traets · Erika Zafirova                  | 47,500  | 44,300                           | 91,800 | C          |
| 2   | COR Anastasiia Bliznyuk Anastasiia Maksimova Angelina Shkatova Anastasiia Tatareva Alisa Tishchenko                 | 45,750  | 43,300                           | 89,050 | C          |
| 3   | Italia · Martina Centofanti · Agnese Duranti · Alessia Maurelli · Daniela Mogurean · Martina Santandrea             | 44,600  | 42,550                           | 87,150 | C          |
| 4   | Israel · Ofir Dayan · Yana Kramarenko · Natalie Raits · Yuliana Telegina · Karin Vexman                             | 44,000  | 40,650                           | 84,650 | C          |
| 5   | China · Guo Qiqi · Hao Ting · Huang Zhangjiayang · Liu Xin · Xu Yanshu                                              | 41,600  | 42,000                           | 83,600 | C          |
| 6   | Ucraina · Mariola Bodnarchuk · Daryna Duda · Yeva Meleshchuk · Anastasiya Voznyak · Mariia Vysochanska              | 41,450  | 41,250                           | 82,700 | C          |
| 7   | Japonia · Rie Matsubara · Sakura Noshitani · Sayuri Sugimoto · Ayuka Suzuki · Nanami Takenaka                       | 40,400  | 39,325                           | 79,725 | C          |
| 8   | Belarus · Hanna Haidukevich · Anastasiya Malakanava · Anastasiya Rybakova · Arina Tsitsilina · Karyna Yarmolenka    | 36,000  | 43,650                           | 79,650 | C          |
| 9   | Uzbekistan · Kseniia Aleksandrova · Kamola Irnazarova · Dinara Ravshanbekova · Sevara Safoeva · Nilufar Shomuradova | 42,100  | 36,900                           | 79,000 | R          |
| 10  | Azerbaidjan · Laman Alimuradova · Zeynab Hummatova · Yelyzaveta Luzan · Narmina Samadova · Darya Sorokina           | 36,700  | 37,650                           | 74,350 | R          |
| 11  | Statele Unite ale Americii · Isabelle Connor · Camilla Feeley · Lili Mizuno · Elizaveta Pletneva · Nicole Sladkov   | 37,850  | 35,825                           | 73,675 |            |
| 12  | Brazilia · Maria Eduarda Arakaki · Déborah Medrado · Nicole Pírcio · Geovanna Santos · Beatriz Silva                | 35,450  | 37,800                           | 73,250 |            |
| 13  | Egipt · Login Elsasyed · Polina Fouda · Salma Saleh · Malak Selim · Tia Sobhy                                       | 36,300  | 33,050                           | 69,350 |            |
| 14  | Australia · Emily Abbot · Alexandra Aristoteli · Alannah Mathews · Himeka Onoda · Felicity White                    | 20,850  | 19,500                           | 40,350 |            |

Sursa: 

### Finala
| Loc | Echipă | 5 Mingi | 3 cercuri + 2 perechi de măciuci | Total  | Note |
| --- | --- | ------- | -------------------------------- | ------ | ---- |
| 1   | Bulgaria · Simona Dyankova · Stefani Kiryakova · Madlen Radukanova · Laura Traets · Erika Zafirova               | 47,550  | 44,550                           | 92,100 |      |
| 2   | COR Anastasiia Bliznyuk Anastasiia Maksimova Angelina Shkatova Anastasiia Tatareva Alisa Tishchenko              | 46,200  | 44,500                           | 90,700 |      |
| 3   | Italia · Martina Centofanti · Agnese Duranti · Alessia Maurelli · Daniela Mogurean · Martina Santandrea          | 44,850  | 42,850                           | 87,700 |      |
| 4   | China · Guo Qiqi · Hao Ting · Huang Zhangjiayang · Liu Xin · Xu Yanshu                                           | 42,150  | 42,400                           | 84,550 |      |
| 5   | Belarus · Hanna Haidukevich · Anastasiya Malakanava · Anastasiya Rybakova · Arina Tsitsilina · Karyna Yarmolenka | 45,750  | 38,300                           | 84,050 |      |
| 6   | Israel · Ofir Dayan · Yana Kramarenko · Natalie Raits · Yuliana Telegina · Karin Vexman                          | 44,100  | 39,750                           | 83,850 |      |
| 7   | Ucraina · Mariola Bodnarchuk · Daryna Duda · Yeva Meleshchuk · Anastasiya Voznyak · Mariia Vysochanska           | 40,350  | 37,250                           | 77,600 |      |
| 8   | Japonia · Rie Matsubara · Sakura Noshitani · Sayuri Sugimoto · Ayuka Suzuki · Nanami Takenaka                    | 42,750  | 29,750                           | 72,500 |      |